# Lina Nielsen
Lina Nielsen, född 13 mars 1996 i London, är en brittisk friidrottare med specialisering på 400 meter. Hennes tvillingsyster Laviai Nielsen är också friidrottare.

## Karriär
Lina Nielsen ingick i det brittiska stafettlag som kvalificerade sig till finalen på 4x400 meter som sedan tog brons vid OS 2024. Hon har även ett brons i stafett från inomhus-VM 2024.